# Telexfree
Telexfree (TelexFREE), är en bifirma och/eller ett varumärke ägt av Telexfree Inc. Det var/är ett pyramidspelsbedrägeri med miljardomsättning förklätt till tjänsteföretag inom IT-telefoni. Pyramidspelsverksamheten inom Telexfree blev först uppmärksammad i Brasilien 2013 i samband med en utredning om bedrägeri genom det associerade företaget Ympactus Comercial Ltda. Operationerna i Brasilien är enligt Brasiliens justitiedepartement det största finansiella bedrägeriet i Brasiliens historia. Dessutom har åklagare beskrivit det som det största bedrägeriet genom tiderna räknat efter hur många som drabbats, mer än en miljon. Förutom i Brasilien har Telexfree också haft verksamhet i USA, Colombia, Peru, Hongkong och Dominikanska republiken - och även där anklagats för pyramidspel och bedrägeri.

## Struktur
Telexfree Inc. är ett av flera systerföretag som handhar TelexFree Marketing Plan, vilka alla har samma grundare och även delar samma webbplats. Bland de övriga systerföretagen kan det brasilianska företaget "Ympactus Comercial Ltda" nämnas, som fick verksamhetsförbud i Brasilien efter ett domstolsbeslut den 13 juni 2013.

## Telexfree i Brasilien

### Dödshot mot domstol och åklagare
Efter domstolsbeslutet att frysa tillgångarna i Telexfree och verksamheten i Brasilien gick åklagarna i fallet, Alessandra Marques och Thais Queiroz B. de Oliveira Abou Khalil, ut med uppgiften att det under processen förekommit dödshot och hot om kidnappning.